# Gluviema migiurtina
Gluviema migiurtina är en spindeldjursart som beskrevs av Lodovico di Caporiacco 1937. Gluviema migiurtina ingår i släktet Gluviema och familjen Galeodidae. Inga underarter finns listade i Catalogue of Life.